# Windows Core
Windows 10X o Windows Core iba a ser una evolución del sistema operativo de Microsoft que pretendía unificar la experiencia de Windows en todas sus variantes, el cual nunca llegó a lanzarse, cancelándose en mayo de 2021. Quería unir las diferentes plataformas que incluyen una versión modificada del mismo. Windows Core en sí fue una variedad del sistema operativo principal y coexistente con Windows 11.
Se caracterizó por querer eliminar todos los componentes heredados de Windows 10 para unificarlos sobre OneCore y la Plataforma universal de Windows (UWP). Utilizó una versión más avanzada de Windows Shell, conocida como Composable Shell (CShell), que se adapta a diferentes tipos de dispositivos sin tener que ser modificado.

## Cancelación
En 2021 Microsoft anunció que iba a cancelar Windows CoreOs lo que causaría que no hubiera Windows 10X, por lo tanto lo que tuvo este nuevo sistema operativo sería heredado por Windows 10, varios cambios en este sistema se trasladaron en el nuevo Windows 11

## Requisitos
- 4 GB de RAM (se dice que es 8 GB, pero el emulador soporta 4 GB).
- 16 GB de espacio en disco duro
- GPU de hipervisor activado y GPU dedicado (DirectX 11 o mayor WDDM 2.4 o mayor)
- Un procesador de 4 núcleos o más con arquitectura x64
- Sistema operativo de 64 bits
- Virtualización

## Desarrollo
Windows Core fue principalmente una versión ligera de Windows 10 que fue casi totalmente desarrollada con la Plataforma Universal de Windows (principalmente su interfaz y las shells alternativas), lo que lo hacía más seguro y moderno. Además, estuvo desarrollada sobre Windows 10 Mobile, a lo que se ha podido observar en los archivos internos del sistema operativo. Hay características notables de la herencia de Windows 10 Mobile en Windows Core como, por ejemplo, la aplicación de Configuración, los botones de las ventanas de aplicaciones, bastante similares a los de la interfaz de usuario de Continuum, y la estructura de las particiones del disco.

## Características
El sistema operativo principal basado en Windows Core, Windows 10X, pretendía estrenar la función "Wonder Bar", la cual se utilizaría para ampliar las posibilidades del teclado, así como para añadir herramientas a las aplicaciones. Sería posible mostrar vídeos, mostrar el teclado de emojis, buscar GIFs, cambiar entre ventanas de una app, mostrar controles de reproducción o hasta usarla a modo de trackpad.
Durante el Microsoft 365 Developer Day, la compañía aprovechó para hablar más sobre el sistema operativo, como la instalación de las actualizaciones en menos de 90 segundos, que se llevarían a cabo en segundo plano y en un modo sin conexión. Además, Microsoft planeó proporcionar características del sistema operativo como descargas independientes a través de la Microsoft Store, en lugar de un único paquete de Windows Update. Un ejemplo es la «Windows 10X Feature Experience Pack».
Por otra parte, con la nueva modalidad se garantizaría el soporte a modo de container de las aplicaciones Win32. Estas, por diversas razones de seguridad, impiden al software que se ejecuta en el mismo a acceder a determinados aspectos del sistema operativo, como manipular datos del propio SO, alterar el disco duro (mediante formateo o particionado) o instalar drivers junto al propio software (como hacen, por ejemplo, algunas aplicaciones de VPN).

## Composers: Shells alternativos
Los shells alternativos o composers son capas secundarias de Windows Core, los cuales permiten añadir o quitar características en función del tipo de dispositivo en que se esté utilizando el sistema operativo. A día de hoy se conocen cinco shells alternativos diferentes: Windows 10X, Oasis, Aruba, Scarlett y Kiosk.

### Windows 10X
Windows 10X (anteriormente conocido como Santorini) es el Shell alternativo de Windows Core para tabletas abatibles. Aunque los actuales dispositivos con Windows 10 para Desktop no son actualizables oficialmente a Pegasus ni viceversa, los desarrolladores ya han encontrado la manera de instalar la máquina virtual de Windows 10X en el hardware real. Además, este composer viene preinstalado de forma independiente para los dispositivos con Windows 10X lanzados desde 2020. Pegasus elimina todas las características heredadas que Windows 10 en PC tiene, aunque proporciona un contenedor de aplicaciones Win32, para formar parte de la Plataforma Universal de Windows.

### Oasis
Oasis es el Shell alternativo de Windows Core en dispositivos de realidad mixta. Es el sucesor de Windows Mixed Reality, ya que Oasis es un composer destinado a los dispositivos Mixed Reality. Oasis ya se encuentra en su última fase de desarrollo antes de su lanzamiento junto con HoloLens 2, previsto para primavera de 2020. Este será el primer composer de Windows Core lanzado al público general, y reforzaría las características de estos dispositivos para unificarlos más a la Plataforma Universal de Windows y también adaptaría mejor el sistema al procesador ARM y la conectividad LTE. Todas las características heredadas se habrían eliminado.

### Aruba
Aruba es el Shell alternativo de Windows Core en pizarrones interactivos. Es el sucesor de la edición Team de Windows 10. Este composer vendrá instalado de fábrica en el Surface Hub 2X, previsto para principios de 2020. Con este composer, la nueva generación del Surface Hub removería todas las características que no forman parte de la Plataforma Universal de Windows y añadiría nuevas, como por ejemplo fondos de pantalla y de bloqueo animados y Fluent Design.

### Scarlett
Scarlett es el Shell alternativo de Windows Core en consolas de videojuegos. Es el sucesor de Windows 10 on Xbox y vendrá instalado de fábrica en Xbox Series X|S, el sucesor de Xbox One, previsto para su lanzamiento a principios de 2021. Con este nuevo composer, se eliminarán todas las características heredadas del sistema en consolas, volviéndola completamente universal, aunque tendría retrocompatibilidad en juegos de las generaciones anteriores.

### Kiosk
Kiosk es el Shell alternativo de Windows Core en dispositivos IoT y sistemas embebidos. Es el sucesor de Windows 10 IoT y podrá ser instalado en los dispositivos que actualmente tienen instalada esa edición. Está prevista para llegar en 2020 a todos los dispositivos, quitando componentes heredados de sus predecesores.

## Dispositivos
Los dispositivos nuevos que integrarán Windows Core preinstalado en su lanzamiento serán:
- Surface Neo
- HoloLens 2
- Surface Hub 2X
- Xbox Series X|S

## Instalación
Windows Core se instala mediante un archivo FFU, como su predecesor Windows 10 Mobile. A tan poco tiempo de su lanzamiento en máquina virtual, ya se ha conseguido instalar el nuevo sistema operativo en dispositivos que tienen Windows 10 y MacOS de manera no oficial, mediante la instalación de la máquina virtual en el disco duro del dispositivo. En enero de 2021 se consiguió instalar en más dispositivos, entre estos los Lumia 950, Surface Go, Surface Pro 7 y Apple M1.

## Historia
- En septiembre de 2016, Microsoft hizo una demostración de Continuum para Windows 10 Mobile Creators Update, con nuevas características que lo harían una experiencia PC completa, sin embargo, nunca se lanzó porque ya estaba previsto el desarrollo de Windows Core.[14][15]
- La primera compilación conocida de Windows Core OS fue la 16212. Fue lanzada por error a teléfonos sin estar siquiera inscritos en Windows Insider.
- Los usuarios de HP Elite x3 que instalaron accidentalmente la build 16212 pudieron probar nuevas características como CShell, una nueva versión de Continuum y pantalla de inicio horizontal. En ese momento se creía que era una nueva actualización de Windows 10 Mobile.[16]
- A finales de 2017 se dio a conocer que Windows Core OS era un nuevo sistema operativo basado en el núcleo de Windows 10 y que tendría la capacidad de adaptarse a diferentes composers como, por ejemplo, Andrómeda, el primer composer conocido.
- Poco después, se descubrieron archivos en compilaciones de Windows 10 Fall Creators Update donde había archivos refiriendo Andrómeda, Polaris, Oasis y Aruba como composers.
- A principios de 2018, se encontraron más archivos dando referencia a otros composers con nombre en código como Scarlett y Kiosk.
- En el SDK de la build 17672, Polaris y Andrómeda fueron mencionados como dos ediciones nuevas pertenecientes a Windows Core OS.[17]
- En la presentación del Surface Hub 2X, en septiembre de 2018, se mostraron algunas de las características de Windows Core OS en su composer Aruba, donde ya se mostraba un desarrollo avanzado del sistema.
- En septiembre de 2018, se abrió un puesto de trabajo en Microsoft para el desarrollo del nuevo sistema operativo Windows Core.
- En el SDK de Windows 10 October Update, hay varias APIs que tienen características exclusivas para Andrómeda, como los modos de doble pantalla o la personalización del SystemTray de este composer.
- En los paquetes de idioma específicos para el composer Andrómeda que fueron descubiertos en varias apps, se hace referencia a capacidad de llamar y recibir llamadas.
- En octubre de 2018 varios desarrolladores comenzaron a crear aplicaciones específicas para Windows Core OS pues, desde la build 18252, está completamente habilitado el objetivo de plataforma "Windows.Core" en el manifiesto de las apps universales.
- El 24 de febrero de 2019, Microsoft presentó el Hololens 2. Es el primer producto con Windows Core. La versión diseñada para este dispositivo es denominada oficialmente como "Windows Holographic for Business", la cual utiliza el composers o shell alternativo: oasis.
- En mayo de 2019, Microsoft habló sobre un sistema operativo "moderno" para los próximos PCs. Explicó que tendría actualizaciones que se realizan en segundo plano, seguridad por defecto para mantener a los usuarios protegidos contra ataques maliciosos, siempre conectado y con soporte integrado para redes LTE y 5G, experiencia de los usuarios conectada a la nube e impulsadas por AI y soporte para múltiples métodos de entrada (pluma, voz, toque, mirada) y factores de forma.
- En el evento Surface del 2 de octubre de 2019, Microsoft mostró oficialmente Windows 10X, basado en Windows Core. Estaría preparado para todos los nuevos dispositivos que no fueran computadoras profesionales, inicialmente para dispositivos doble pantalla. El primer dispositivo en integrar Windows 10X será el Surface Neo.
- En febrero de 2020, Microsoft lanzó oficialmente el emulador de Windows 10X junto con su máquina virtual para la prueba del dispositivo en versión previa. Además, lanzó las herramientas de desarrollo para poder crear aplicaciones de Windows en dispositivos en los que viene preinstalado.[18]
- A pocos días del lanzamiento de la máquina virtual de la build 19563 de Windows 10X, desarrolladores han conseguido instalar el nuevo sistema operativo en dispositivos con Windows 10 y macOS.[19]
- El 18 de enero de 2021, se filtró la build build 20279 de Windows 10X y varios desarrolladores han conseguido instalarla en los Lumia 950, Surface Go, Surface Pro 7 y Apple M1, demostrando un funcionamiento relativamente estable y un Continuum completo.[20]
- El 18 de mayo de 2021, el propio Microsoft anuncio el abandono del proyecto, pero que las novedades que tenían pensadas para Windows 10X se aprovecharían en Windows 10.[21]